# 萨迦寺 (拉萨)
萨迦寺，位于西藏自治区拉萨市城关区颇章萨巴巷3号，是一座藏传佛教萨迦派寺院。

## 简介
拉萨城外的许多名寺，如甘丹寺、敏珠林寺、色拉寺等等，在八廓附近均设有属寺。拉萨的萨迦寺是日喀则的萨迦寺的分寺，位于大昭寺广场南面的八廓南街。该寺与奴日松贡布接近。
该寺也有日喀则萨迦寺著名的除魔熏香。此种熏香并非香料，而是日喀则萨迦寺修驱魔法时的食子制成，燃烧时的气味并不香。据说，这种除魔熏香对克服中邪、附体、非人加害等均十分有效。